# Ото (майордом)
Вижте пояснителната страница за други личности с името Ото.
Ото (на латински: Otto, † 643/644) е майордом на Австразия през 640 г.
Според „Хроника“та на Фредегар той е син на австразийския доме́стик (domesticus) Уро, владеещ земи в околността на Париж. 
Благодарение на баща му, Ото е назначен през 633/634 г. за наставник, възпитател (baiolos) на малолетния крал на Австразия Сигиберт III, най-възрастният син на Дагоберт I.  Този пост искал да получи и Пипин Ланденски. След смъртта на Пипин Ланденски през 640 г. длжността майордом станала вакантна. Претенции за този пост имали синът на Пипин Гримоалд Стари и Ото, който я получава.
Това води до въстание на Радулф, херцога на Тюрингия. През 640 и 641 г. Сигиберт III провежда поход против тюрингите, при който кралските войски претърпяват поражение. Гримоалд убива майордом Ото чрез алеманския херцог Леутари II и през 643 г. става майордом.